# Flemming (zanger)
Flemming Freddie Viguurs ('s-Hertogenbosch, 5 april 1996) is een Nederlandse singer-songwriter die optreedt onder de naam Flemming (soms gestileerd als FLEMMING). Hij is bekend van nummers als Automatisch en Amsterdam.

## Levensloop

### Beginjaren
Flemming, opgegroeid in Den Bosch en Vught, nam deel aan diverse grote musicalproducties in zijn jeugd, waaronder Ciske de Rat (als kleine Ciske), Joseph and the Amazing Technicolor Dreamcoat en Kruimeltje (als Spijker). Na het volgen van de middelbare school aan het Elde College in Sint-Michielsgestel, volgde Flemming de theateropleiding in Eindhoven. Die viel hem naar eigen zeggen tegen, hij wilde liever "zonder script op het podium staan". Daarna studeerde hij aan de Rockacademie van Fontys Hogeschool voor de Kunsten in Tilburg. Tijdens zijn schoolperiode werd hij gepest.

### Carrière

#### Baby Blue
Van 2013 tot 2021 was Flemming de leadzanger van de Schijndelse band Baby Blue. Met deze band verzorgde hij meer dan 700 optredens. Baby Blue was een coverband en speelde nummers van "AC/DC tot K3 en André Hazes". De band was zeer succesvol, maar toch verlangde Flemming naar het zingen van zijn eigen nummers. Daarom ging hij naar de Rockacademie van Fontys Hogeschool voor de Kunsten in Tilburg om te werken aan zijn muzikale basis. Hij leerde zichzelf gitaar en piano spelen via YouTube, maar pas op de Rockacademie leerde hij noten lezen. Het duurde daarna nog een tijd voordat hij succesvol werd als soloartiest. Door het relatieve succes van Baby Blue was hij namelijk zeker van een vast inkomen. Pas toen door de corona-epidemie alle optredens gestopt waren durfde Flemming zijn carrière een andere wending te geven.

#### Solo
In 2015 behaalde het nummer Digital Age van de zanger de top tien van de iTunes-hitlijst. Een jaar later nam hij deel aan de online talentenjacht GielsTalentenJacht van Giel Beelen. Flemming begon met het schrijven van nummers in het Engels, maar kwam tot de conclusie dat hij zichzelf in die taal niet kon ontwikkelen en dat het al snel een kopie werd. Hij besloot daarop om nummers in het Nederlands te gaan schrijven. Flemming schreef mee aan het nummer "Miss You" van Tungevaag, Sick Individuals en Marf. Het nummer bereikte de 19e positie in de Nederlandse Top 40. In coronatijd schreef hij ongeveer zestig Nederlandstalige nummers, waarmee hij naar platenmaatschappijen kon gaan. Het nummer Amsterdam, uitgebracht in september 2021, bereikte de zevende positie van de hitlijst.
Viguurs trad op 26 december 2021 als gastartiest op tijdens het concert van The Streamers in de Winter Efteling. In 2022 was Viguurs eenmalig jurylid tijdens de finale van het Junior Songfestival op AVROTROS. In oktober van datzelfde jaar trad hij op bij Chantals Pyjamaparty in de Ziggo Dome te Amsterdam.
Op 4 november 2023 bracht de zanger een titelloos album uit, zijn eerste volledig in de Nederlandse taal. Dit album bevatte de eerder uitgebrachte hitsingles Amsterdam, Zij wil mij, Automatisch en Terug bij af (samenwerking met Ronnie Flex), evenals een samenwerking met Emma Heesters. Deze samenwerking kreeg de titel Doodsbang. Op 13 juli 2023 kreeg Flemming in het televisieprogramma Renze uit handen van presentator Renze Klamer een dubbelplatina plaat voor zijn single Automatisch en een triple-platina plaat voor zijn single Amsterdam, waar hij eerder al goud mee haalde in België. Op 19 februari 2024 ontving hij als eerste Nederlander ooit een diamanten plaat voor Flemming.
Op 25 oktober 2024 brengt Flemming zijn tweede album Twee stappen voor uit. De nummers Verleden tijd, Hypnose, Champions League, Alles op gevoel, Hoop dat jij me mist en Onweer in m'n hoofd werden daarvan voorafgaand al op single uitgebracht.

## Prijzen
- 2023: Top 40 Award voor grootste hit (met Automatisch)[18]
- 2023: MTV Europe Music Awards voor Best Dutch Act[19]
- 2024: Edison Pop[20]

## Trivia
- Flemming werd vernoemd naar Freddie Mercury, de zanger van de Britse rockband Queen.[21]